# Archivo de Estado de Módena
El Archivo de Estado de Módena  es una institución de la Administración italiana de los Archivos de Estado encabezada por las Direcciones Generales para los Archivos que forma parte del Ministerio de los Bienes y Actividades Culturales y del Turismo.
Agrupa los fondos documentales de los  Estados Extensivos preunitarios (Ducato de Ferrara, Ducado de Módena y Reggio, Ducado de Masa y Carrara, Ducado de la Mirandola, Principato de Correggio, Condado de Novellara, Garfagnana), de Casa de Este, de los locales órganos periféricos del Estado unitario y numerosos archivos agregados.
Es sede de la Escuela de Archivistica, Paleografía y Diplomática.

## Historia
El Archivo de Estado de Módena debe su particular estructura a la singular longevidad y continuidad de la dinastía de Este (luego de Austria-Este) y a la circunstancia de que el duque César de Este, cuando debió abandonar Ferrara y transferir a Módena la capital de sus Estados en  1598,  transfirió también el relativo patrimonio archivistico. En efecto, este patrimonio puede considerarse el núcleo constitutivo del Archivo de Estado, el cual, por lo tanto, se presenta en primer lugar (aunque obviamente no solamente eso) como el depositario de la historia de los Este y de su principado para la parte anterior a la unidad, independientemente del tiempo que hayan transcurrido la capital y la configuración territorial.
En 1860, cuando Francesco Bonaini se dirigió allí, con el encargo de ver cómo construir "un archivo central sobre las normas del Florentino", se encontró ante no menos de trece complejos archivísticos que él mismo definió como "gubernamentales", el más importante de los cuales aún estaba en palacio, donde había sido celosamente conservado hasta entonces con el nombre de Archivo Secreto Real. 
El actual Archivo de Estado, llamado inicialmente gubernamental, nació entre 1860 y 1863, de la concentración de la casi totalidad de estos fondos en el edificio en el que sigue siendo su sede; pero permaneció para entonces articulado en dos secciones administrativas distintas, una llamada "diplomática" y se centra en todo lo que había sido el Archivo Secreto Real, otra llamada "de depósito" y formada por el material restante. Sin embargo, la partición de archivistico - burocrática se transformó pronto en cronológico - clasificatoria: en el sentido de que la sección diplomática convertida en "histórica" se enriqueció con casi todas las escrituras anteriores a la conquista napoleónica, excepto por los archivos judiciales que entraron más tarde, mientras que la del depósito, con el nuevo nombre de "moderna", se limitó al período 1796-1860.
Posteriormente, en 1874, se sustituyó la denominación de Archivo gubernamental con la de Archivo de Estado y desapareció la subdivisión original en secciones. Mientras continuaba el proceso de concentración e iniciaban las operaciones de transferencia, el esquema general de clasificación experimentó, por supuesto, numerosos y, a veces, cambios radicales que, sin embargo, obraron más sobre el papel que sobre las cartas. 